# Іванов Вадим Валентинович
Вадим Валентинович Іванов (нар. 15 грудня 1985, Боярка, Київська область, УРСР) — український футзаліст, гравець польського клубу «Берланд» (Компрахцице). Виступав у збірній України, Майстер спорту.

## Клубна кар'єра
Вихованець київського ЦСКА. Футзальну кар'єру розпочав 2001 року у столичному клубі «Кий», у футболці якого в 62 матчах відзначився 29-ма голами. Наступним клубом українця став представник російської Суперліги МФК «Митищі», у складі якого Вадим зіграв 54 матчі та відзначився 21-им голом. У 2009—2010 роках виступав за білоруський клуб «Вітень» (Орша), у складі якого в сезоні 2008/09 років виграв чемпіонат Білорусі, а наступного сезону виступав у футзальному кубку УЄФА, в якому відзначився одним голом. Загалом за білоруський клуб відзначився 24-ма голами в 39 матчах. У першому колі сезону 2010/11 років виступав ха харківський «Моноліт», а в другому колі — за ЛТК (Луганськ), з яким посів третє місце в Екстра-лізі. Восени 2011 року став гравцем польського «Ред Девілс» (Хойніце), за який відзначився 28 голами. У другій частині сезону 2012/13 років та першій половині сезоні 2013/14 років був гравцем хмельницького «Спортлідера», який боровся за збереження місця в еліті українського футзалу. У лютому 2014 року повернувся до «Ред Девілс» (Хойніце) і в шести матчах відзначився чотирма голами. У сезоні 2015/16 років разом з командою виграв кубок Польщі. У 2016—2020 роках виступав за «Кліро» (Хожув), з яким також виграв кубок Польщі. Починаючи з другої половини сезону 2019/20 років гравець першолігового польського клубу «Берланд» (Компрахцице).

## Кар'єра в збірній
З 2005 по 2010 рік виступав у збірній України, за яку відзначився 11-ма голами в 25-ти матчах.